# Nam Áo
Nam Áo (tiếng Trung: 南澳县; bính âm: Nán'ào Xiàn) là một huyện tại thành phố Sán Đầu, Quảng Đông, Trung Quốc.
Vè mặt địa lý, phần lớn huyện nằm trên hòn đảo Nam Áo, cách lục địa của tỉnh Quảng Đông từ 3 tới 8 km. Huyện cũng bao gồm một số đảo nhỏ, trong đó đáng chú ý là Quần đảo Nam Bành (南澎列岛]], Nanpeng Liedao), là một dãy các đảo nhỏ cách đảo chính Nam Áo khoảng 30 km về phía đông nam. Đảo Nam Áo nằm trên chí tuyến bắc.

## Lịch sử
Năm 1950 đảo Nam Áo là nơi đã diễn ra Trận đảo Nam Áo giữa Quốc Dân đảng và đảng Cộng sản trong Nội chiến Trung Quốc. Một trận chiến nhỏ hơn là (Trận Quần đảo Nam Bành) đã diễn ra năm 1952 ở vị trí gần với quần đảo Nam Bành.